# Ciudniv
Ciudniv (în ucraineană Чуднів, în poloneză Cudnów) este așezarea de tip urban de reședință a raionului Ciudniv din regiunea Jîtomîr, Ucraina. În afara localității principale, nu cuprinde și alte sate.

## Demografie
Componența lingvistică a așezării de tip urban Ciudniv
     Ucraineană (97,84%)
     Rusă (1,88%)
     Alte limbi (0,14%)
Conform recensământului din 2001, majoritatea populației așezării de tip urban Ciudniv era vorbitoare de ucraineană (97,84%), existând în minoritate și vorbitori de rusă (1,88%).

## Istoric
Marele Ducat al Lituaniei 1471–1569

 Uniunea statală polono-lituaniană 1569–1793

 Imperiul Rus 1793–1917

 RSS Ucraineană 1920–1922

 Uniunea Sovietică 1922–1941

 Imperiul German (ocupația) 1941–1944

 Uniunea Sovietică 1944–1991

 Ucraina 1991–prezent 